# Tiszasalamon címere

Tiszasalamon címere

Tiszasalamon címere.

## Címer leírása
A címer formája egy csücsköstalpú pajzs. A címerképen a természetvilágból származó motívum található: vörös mezőben egymással ellentétesen jobbra és balra úszó ezüst halak láthatóak.

### Tiszasalamon új címerének a terve
2007-ben a falunak új címert terveztek, amelyet végül nem használnak a gyakorlatban.

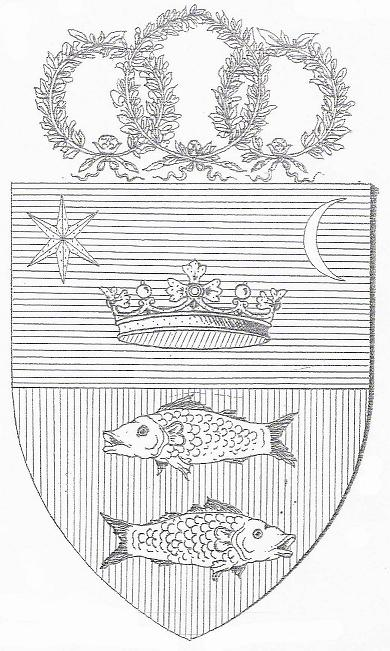
Tiszasalamon új címerének a terve 2007

A címer formája egy hegyes talpú pajzs. A pajzs címerképe a természetvilágból és emberi jelképekből áll. A címerpajzs egy függőleges vágással két részre van osztva. A felső rész kék, az alsó vörös. A felső kék mezőben egy háromlombos nyitott ékkövekkel rakott arany korona látható bíbor béléssel. A koronát balról egy ezüst hold, jobró egy hatágú csillag övezi kísérő motívumként. Az első vörös mezőben egymással ellentétesen jobbra és balra úszó ezüst halak találhatóak.
A pajzs külső jelképeként megjelenő három koszorú szalagokkal és ékkövekkel díszített.